# Jawas
Jawas fou una thikana o jagir de l'antic principat de Mewar. Estava situada a la regió anomenada Bhomat, una zona muntanyosa dels Aravalli habitada pels giràsies (barreja de bhils i rajputs), a la part sud-oest de Mewar. El 1940 va quedar inclosa al districte de Kherwara.
El territori era governat per un thakur (noble) amb títol de raja. Eren descendents de Prithwi Raj, el darrer rei hindú de Delhi (1162-1192) algun descendent del qual es va establir a la zona de Jawas. El representant més destacat fou Jai Singh Deo conegut per Patai Rawal que va governar del 1470 al 1484, darrer rei chahuan de Champaner i raja de Pawagadh al Gujarat; va morir al segle XVI i el va succeir a Jawas el seu fill Limbaji i el fill gran el va succeir a Chhota Udaipur.

## Llista de rawats
- Raja JAI SINGH DEVJI (àlies Patai Rawal) 1470-1484, darrer raja chauhan de Champaner i raja de Pawagadh
- Rao LIMBAJI 1484-1498 fundador de l'estat (el seu germà gran va fundar Chhota Udaipur)
- Rawat MANAK DEO 1498-1527 (+ a la batalla de Khanwa contra Baber el 1527)
- Rawat Rawat SURYA MAL I 1527-1533
- Rawat RAI MAL 1533-1551
- Rawat BAGH SINGH 1551-1584
- Rawat CHANDRA BHAN 1584-1600
- Rawat JASWANT SINGH I 1600-1622
- Rawat SURYA MAL II 1622-1641
- Rawat JAIT SINGH 1641-1684
- Rawat AMAR SINGH I 1684-1702
- Rawat SURAT SINGH 1702-1713
- Rawat CHHATRA SINGH 1713-1715
- Rawat SAMANT SINGH 1715-1725
- Rawat KALYAN SINGH 1725-1737
- Rawat DAULAT SINGH 1737-1738
- Rawat UMED SINGH 1738-1739
- Rawat BAKHT SINGH 1739-1761
- Rawat HIMMAT SINGH 1761-1774
- Rawat NATH SINGH 1774-1782
- Rawat RAGHUNATH SINGH 1782-1804
- Rawat JASWANT SINGH II 1804-1835
- Rawat RATAN SINGH I 1835
- Rawat BHIM SINGH 1835-1857
- Rawat BHAIRAV SINGH 1857-1873
- Rawat AMAR SINGH 1873-1894
- Rawat RATAN SINGH II 1894-1919
- Rawat NAUBAT SINGH 1919
- INTERREGNUM 1919-1922
- Rawat TAKHAT SINGH 1922-1980